# Martinskirche (Basel)

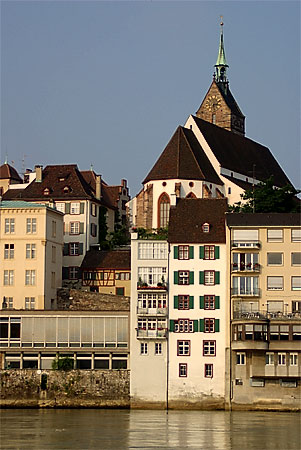
Martinskirche mit Rheinufer

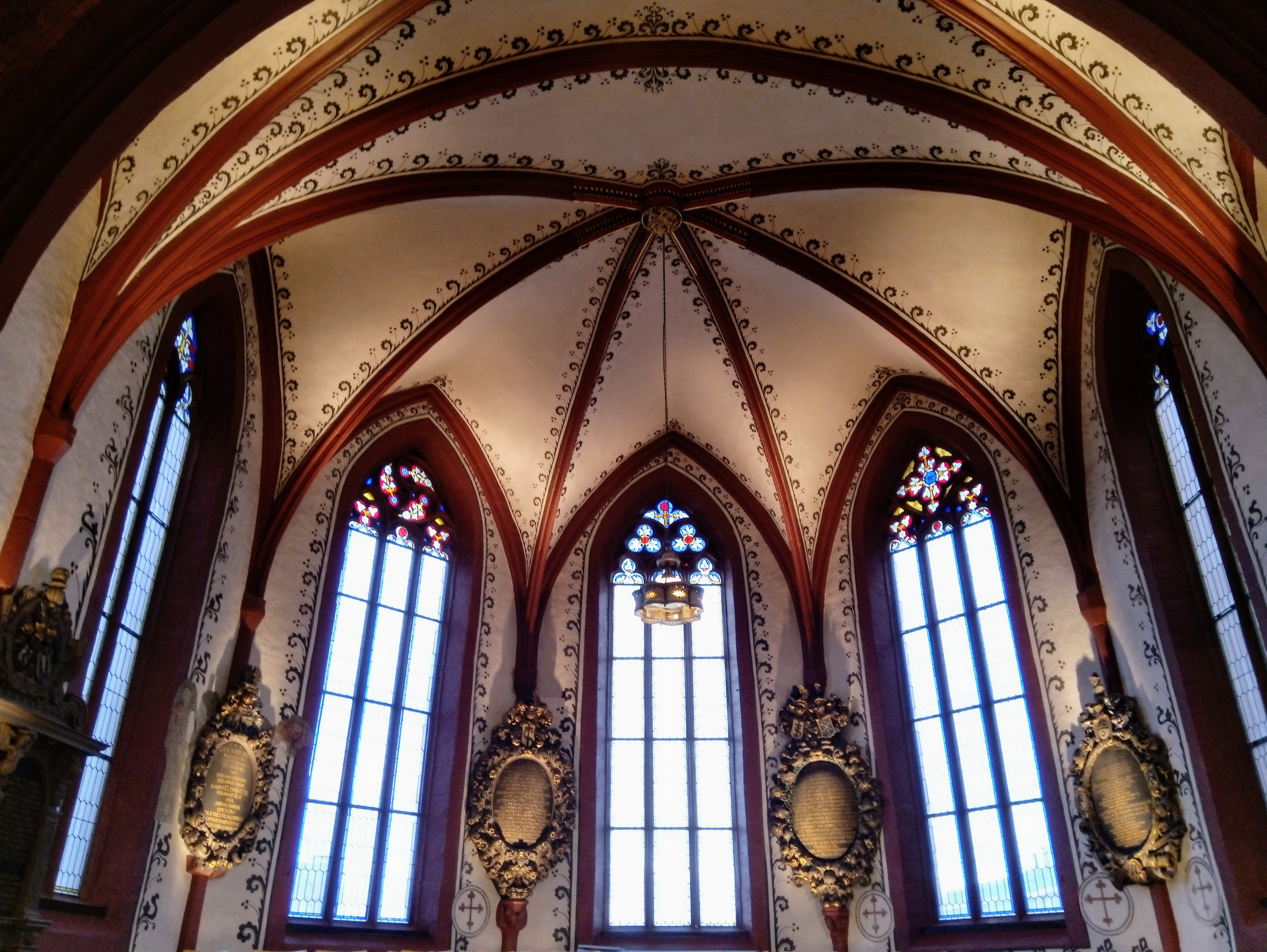
Chor der Martinskirche

Die Martinskirche ist eine evangelisch-reformierte Kirche in der Schweizer Stadt Basel.

## Geschichte
Die Martinskirche überragt die Grossbasler Altstadt. Urkundlich erscheint sie erstmals 1101/1103. Die Martinskirche steht auf dem nördlichen Ende des Münsterhügels und gilt als die älteste Basler Pfarrkirche.
Die unteren Teile des Turmgeschosses sowie Teile der Westfassade gehen zurück auf das Jahr 1287. Das Chorpolygon sowie die Nord- und die Südfassade sind in ihren Grundzügen ins späte 14. Jahrhundert datiert. Hier predigte Johannes Oekolampad, der Reformator Basels, 1529 zum ersten Mal «nach reformierter Art» und somit auch in deutscher Sprache.
Wesentlich erneuert und umgebaut wurde die Kirche 1851. Hierbei wurden die Fassaden erheblich umgestaltet und im Innenraum wurde anstelle des Lettners eine erste Konzertbühne errichtet. Schon damals diente die Martinskirche als Konzertkirche und zu diversen staatlichen Veranstaltungen. Für eine Warmluftheizung wurde 1892 der Chor unterkellert. Über dem Südportal ist seit 1922 der heilige Martin in einem Wandbild von Hans Rohner abgebildet. Das Kircheninnere ist mit zahlreichen Epitaphien ausgestattet.
Eine Glocke der Martinskirche läutet traditionellerweise am Eröffnungssamstag die Basler Herbstmesse ein.